# 大森美優
大森 美優（おおもり みゆう、1998年〈平成10年〉9月3日 - ）は、日本のアイドルであり、女性アイドルグループ・AKB48の元メンバーである。神奈川県出身。父は元プロ野球選手の大森剛。

## 略歴
2011年
- 2月20日、AKB48第12期生オーディションに合格。
- 5月14日、前座ガールとしてAKB48劇場で公演デビュー。曲目は「ロマンスかくれんぼ」[4]。

2013年
- 4月28日、日本武道館で行われた『AKB48グループ臨時総会 〜白黒つけようじゃないか!〜』においてチームBへの昇格が発表される[5]。

2014年
- 2月24日、Zepp DiverCityで開催された『AKB48グループ大組閣祭り』において、チーム4への異動が発表される[6]。

2015年
- 5月19日から6月5日にかけて投票が実施された『AKB48 41stシングル 選抜総選挙』では第67位で初ランクインを果たし、アップカミングガールズに選出[3]。

2016年
- 3月6日、AKB48の小笠原茉由（同年グループ卒業）、向井地美音とともに愛媛県松山市の観光PRを担う「松山おもてなし大使」に任命される[7]。
- 5月11日、劇団シアターザロケッツのプロデュース公演『雨のち晴れ』にて舞台初出演にして初主演を務める[8]。
- 5月31日から6月18日にかけて投票が実施された『AKB48 45thシングル 選抜総選挙』では第73位でアップカミングガールズに選出。
- 7月6日に他のAKB48メンバー数名とともに、個人名義によるTwitterを開設[9]。

2017年
- 5月30日から6月16日にかけて投票が実施された『AKB48 49thシングル 選抜総選挙』で第75位となり、アップカミングガールズに選出。

2018年
- 5月29日から6月15日にかけて投票が実施された『AKB48 53rdシングル 世界選抜総選挙』で第88位となり、第10回世界選抜総選挙記念枠に選出。

2019年
- 11月16日より公開の『カーテンコール』にて映画初出演[注 1]。AKB48チームKの茂木忍とW主演を務めた[2][10]。

2020年
- 11月29日、AKB48劇場で開催された「2020 AKB48新ユニット！新体感ライブCONNECT祭り♪」振替公演[注 2]にeスポーツ応援ユニット「GRATS」として出演し、新ユニット振替公演のトリを飾った[11][12]。

2021年
- 7月1日、機能性発声障害の治療のため、一部の活動を制限することを発表[13]。11月5日、約4か月ぶりに劇場公演に出演し[14]、以降通常通り活動している。

2023年
- 5月26日、AKB48劇場で開催されたチーム4「サムネイル」公演において、AKB48から卒業することを発表[15]。
- 8月21日、AKB48劇場で行われた卒業公演をもってAKB48を卒業した[16]。

## 人物
父は主に読売ジャイアンツで一塁手として活躍し、引退後は巨人育成部ディレクターや国際部課長を務めた元プロ野球選手の大森剛。
選手時代の父を直接見たことはないが、YouTubeで当時の映像を見ることはあるという。将来の夢・目標の一つは野球関係の仕事。
名前の由来は、ポケットモンスターのミュウ。
チャームポイントは茶色い瞳。
個性的な絵を描くことがモバイルメールやSHOWROOMを通じてファンに知られるようになった。2016年7月より、インターネット放送局・WALLOPで配信されている生配信番組『アイドルピカソ』にてアシスタントMCを務め、ゲストとともに毎月作品を披露していた。ちなみに、「絵は瞬間芸」であると語っており、作品の制作に数日かけるゲストもいる中、大森は基本的に数十秒から数分で完成させる。
舞台作品への出演では、なぜか死ぬ役が多い。

### AKB48
公式ニックネームは「みゆぽん」。ファンや親しいメンバーからは「ぽんちゃん」と呼ばれることも多い（後輩メンバーからは「ぽんさん」）。キャッチフレーズは「デコぽん、すっぽん、思いっきり・・・ みゆぽん！」。
グループ内では、歌唱力に定評があり、AKB48の通算4作目のアルバム「1830m」（2012年8月15日発売）の通常盤および劇場盤のDISC1には大森のソロ歌唱による「ロマンスかくれんぼ」が収録されている。また、『AKB48グループリクエストアワー セットリストベスト100 2016』などのコンサートにおいても、同曲をソロで歌唱している。
ファンからはよく言われる言葉は「観葉植物みたい」「空気がきれい」「生きててくれてありがとう」。

## AKB48での参加楽曲

### シングル選抜楽曲
- 「風は吹いている」に収録
  - 蕾たち - 「チーム4+研究生」名義
- 「GIVE ME FIVE!」に収録
  - ユングやフロイトの場合 - 「スペシャルガールズC」名義
- 「真夏のSounds good !」に収録
  - 3つの涙 - 「スペシャルガールズ」名義
- 「ギンガムチェック」に収録
  - あの日の風鈴 - 「ウェイティングガールズ」名義
- 「UZA」に収録
  - 大人への道 - 「研究生」名義
- 「永遠プレッシャー」に収録
  - 私たちのReason
- 「So long !」に収録
  - 強い花 - 「研究生」名義
- 「さよならクロール」に収録
  - LOVE修行 - 「研究生」名義
- 「ハート・エレキ」に収録
  - Tiny T-shirt - 「Team B」名義
- 「前しか向かねえ」に収録
  - 秘密のダイアリー - 「Baby Elephants」名義
- 「ラブラドール・レトリバー」に収録
  - ハートの脱出ゲーム - 「Team 4」名義
- 「希望的リフレイン」に収録
  - 目を開けたままのファーストキス - 「Team 4」名義
- 「ハロウィン・ナイト」に収録
  - 君だけが秋めいていた - 「アップカミングガールズ」名義
- 「唇にBe My Baby」に収録
  - なんか、ちょっと、急に… - 「Team 4」名義
- 「翼はいらない」に収録
  - 考える人 - Team 4名義
- 「LOVE TRIP/しあわせを分けなさい」に収録
  - 2016年のInvitation - 「アップカミングガールズ」名義
- 「願いごとの持ち腐れ」に収録
  - あの頃の五百円玉
- 「#好きなんだ」に収録
  - 月の仮面 - 「アップカミングガールズ」名義
- 「Teacher Teacher」に収録
  - 猫アレルギー - 「Team 4」名義
- 「センチメンタルトレイン」に収録
  - 波が伝えるもの - 「第10回世界選抜総選挙記念枠」名義
- 「根も葉もRumor」に収録
  - 離れていても
  - ブラックジャガー  - 「First Generation」名義
- 「元カレです」に収録
  - アンジー - 「Team 4」名義
- 「久しぶりのリップグロス」に収録
  - 運命の歌 - 「1st Generation」名義
- 「どうしても君が好きだ」に収録
  - Da Re Da - 「Universe Girls」名義

### アルバム選抜楽曲
- 『1830m』に収録
  - ロマンスかくれんぼ - ソロ楽曲
  - さくらんぼと孤独 - 「研究生」名義
  - 青空よ 寂しくないか? - 「AKB48+SKE48+NMB48+HKT48」名義
- 『次の足跡』に収録
  - 悲しき近距離恋愛 - 「Team B」名義
- 『ここがロドスだ、ここで跳べ!』に収録
  - 涙は後回し - 「Team 4」名義
- 『0と1の間』に収録
  - 泣き言タイム - 「Team 4」名義

### 劇場公演ユニット曲
チームBウェイティング公演
- 抱きしめられたら
- ごめんね、ジュエル

峯岸チーム4「アイドルの夜明け」公演
- アイドルの夜明け（楽器：バスドラム、フルート担当）
- 口移しのチョコレート
- 片想いの対角線
- 愛しきナターシャ

横山チームK「RESET」公演
- 奇跡は間に合わない
- 逆転王子様

春風亭小朝「イヴはアダムの肋骨」公演
- 雨のピアニスト
- 君だけにchu!chu!chu!

 田原総一朗「ド～なる?!ド～する?!AKB48」公演 
- Bird

高橋朱里チーム4「夢を死なせるわけにいかない」公演
- Confession

「僕の太陽」リバイバル公演
- 向日葵

チームA 7th Stage「M.T.に捧ぐ」
- 制服ビキニ
- She's gone

小嶋陽菜「好感度爆上げ」公演
- 背中から抱きしめて

外山大輔「ミネルヴァよ、風を起こせ」公演
- コップの中の木漏れ日
- おしべとめしべと夜の蝶々

「サムネイル」公演
- すべては途中経過
- ひび割れた鏡

村山チーム4「手をつなぎながら」公演
- この胸のバーコード
- 雨のピアニスト[注 3]

## 出演

### テレビドラマ
- AKB48の歌 第7話・第8話「ヘビーローテーション」（2022年7月2日・9日、ひかりTVチャンネル）[30]

### 舞台
- 劇団シアターザロケッツ produce vol.1「雨のち晴れ」（2016年4月5日 - 10日、劇場HOPE） - 主演・晴美 役[31]
- ミュージックシアター「Express」（2016年7月7日、シアター1010） - 主演・ジョバンニ 役[32]
- 劇団TEAM-ODAC 第22回本公演「MOON&DAY〜うちのタマ知りませんか?〜」再演（2016年9月7日 - 11日、草月ホール） - 小峰一美 役[33]
- 爆走おとな小学生 第四回全校集会「勇者セイヤンの物語（真）」（2017年7月26日 - 30日、CBGKシブゲキ!!）- 主演・エタノール 役[34]
- 劇団れなっち「ロミオ&ジュリエット」（2018年5月9日 - 13日、AiiA 2.5 Theater Tokyo） - バルサザー 役（白組）[35]
- Music Theater「Express」再演（2018年7月5日 - 6日、めぐろパーシモンホール 大ホール） -  主演・ジョバンニ 役[36]
- カーテンコール（2019年2月28日 - 3月3日、築地ブディストホール） - 主演・結奈 役[37]
- 劇団シアターザロケッツ 第八回舞台公演「両家顔合わせ〜本日晴天、替え玉日和〜」（2019年3月27日 - 31日、ザ・ポケット） - 主演・西村桜 役[38]
- 劇団シアターザロケッツ 第13回舞台公演「恋はカットがかかるまで」（2022年3月16日 - 21日、シアター・アルファ東京） - ヒロイン・須賀杏奈 役[39][40][41]
- 劇団シアターザロケッツ 第十四回舞台公演「エスパーの卒業式」（2022年10月19日 - 23日、六行会ホール）[42]
- TOKYO COL-CUL COMEDY 〜GOLD〜 (2025年1月11日 - 12日、東京カルチャーカルチャー) [43]
- イリス・ノワール -魔鏡のクリス-（2025年4月2日 - 6日、六行会ホール）[44]

### 朗読劇
- UBUGOE 〜voice of comedy〜 vol.5（2015年7月10日、ユナイテッド・シネマ豊洲）[45]
- UBUGOE 〜voice of comedy〜 vol.8（2015年12月16日、かめありリリオホール）[46]
- リーディングシアター「恋工場」（2016年9月22日、ベルサール渋谷ガーデン Cホール）[47]

### 映画
- カーテンコール〜curtain call〜（2019年11月16日、ミカタ・エンタテインメント） - 主演・蘭 役（茂木忍とのW主演）[2][48]

### ネット配信
- アイドルピカソ（2016年7月28日 - 2020年9月24日、WALLOP） - アシスタントMC（月1回配信）[49]
- F.Chan TV（2016年8月3日、Football Channel） - MC[注 4][50]

## 書籍

### 新聞連載
- AKB48グループ新聞「月刊短編小説」（2018年6月号 - 11月号、日刊スポーツ新聞社）[注 5]